# Acer guanense
Acer guanense é uma espécie de árvore do gênero Acer, pertencente à família Aceraceae.